# Métrica de Peres
En física matemática, la métrica de Peres se define por el tiempo propio
{\displaystyle {d\tau }^{2}=dt^{2}-2f(t+z,x,y)(dt+dz)^{2}-dx^{2}-dy^{2}-dz^{2}}
para cualquier función arbitraria f.  Si f es una función armónica con respecto a x y y, entonces la  correspondiente métrica de Peres satisface las ecuaciones de campo de Einstein en el  vacío.  Tal métrica es  a menudo estudiada en el contexto de ondas gravitacionales.  La métrica recibe el nombre del físico israelí Asher Peres, quien fue el primero en definir la métrica en 1959.